# Branimir Jovanovski
Branimir Jovanovski es un deportista macedonio que compitió en tiro adaptado. Ganó una medalla de oro en los Juegos Paralímpicos de Barcelona 1992 en la prueba de pistola de aire (clase SH1).

## Palmarés internacional
| Representando a Participantes Paralímpicos Independientes |                    |                |                     |
| Juegos Paralímpicos                                       |                    |                |                     |
| Año                                                       | Lugar              | Medalla        | Prueba              |
| 1992                                                      | Barcelona (España) | Medalla de oro | Pistola de aire SH1 |